# Jim Almgren Gândara
Jim Emil Almgren, född 2 maj 1986 i Göteborg och senare uppvuxen i Härnösand, är en svensk musiker, låtskrivare och före detta gitarrist i rockbandet Carolina Liar.
Almgren Gândara blev först känd i Sverige igenom sin medverkan i Idol 2005, där han klarade sig ända tills den sista utgallringen innan Topp 10. Han medverkar också i rockbandet Snöblind.